# Of (Trabzon)
Of ist eine Stadtgemeinde (Belediye) im nordöstlichen Teil des gleichnamigen Ilçe (Landkreis) der Provinz Trabzon und gleichzeitig eine Gemeinde der 2012 geschaffenen Büyükşehir belediyesi Trabzon (Großstadtgemeinde/Metropolprovinz Trabzon). Seit der Gebietsreform 2013 ist die Gemeinde flächen- und einwohnermäßig identisch mit dem Landkreis.

## Geografie
Die Region ist niederschlagsreich, bewaldet, gebirgig und landwirtschaftlich geprägt. Haupterzeugnisse sind Tee und Haselnüsse. Das Städtchen Of liegt an der Küstenstraße (E 97) zwischen Trabzon und Rize auf einer vom Fluss Solaklı Çayı geschaffenen Ebene. Die nächsten Kleinstädte sind Sürmene, 14 Kilometer westlich, und İyidere, 10 Kilometer östlich. Nach Süden zweigt eine Nebenstrecke in einem Taleinschnitt des Pontischen Gebirges nach Bayburt ab (90 Kilometer). 4 km weiter östlich bei der Ortschaft Kıyıcık mündet der Fluss Baltacı Deresi.

## Geschichte
Óphis (griechisch „Schlange“), daraus abgeleitet Of, ist als Name der Region und des Flusses seit dem 2. Jahrhundert n. Chr. nachgewiesen. In der Tabula Peutingeriana ist die Stadt Of als Opiunte kartografiert. Im 17. Jahrhundert konvertierten die Bewohner des Ortes und seiner Umgebung zum Islam. Sie standen später wegen ihrer Medrese im Ruf einer besonders dogmatischen Religionsauslegung.
Die heutige Kleinstadt wurde im 19. Jahrhundert unter dem Namen Solaklı gegründet und später umbenannt. Die im Stadtlogo abgebildete Jahreszahl (1874) dürfte ein Hinweis auf die Verleihung des Belediye-Status sein.
(Bis) Ende 2012 bestand der Landkreis neben der Kreisstadt aus den sieben Stadtgemeinden (Belediye) Ballıca, Bölümlü, Cumapazarı, Eskipazar, Gürpınar, Kıyıcık und Uğurlu sowie 52 Dörfern (Köy), die während der Verwaltungsreform 2013 in Mahalle (Stadtviertel, Ortsteile) überführt wurden. Den Mahalle steht ein Muhtar als oberster Beamter vor. Ende 2020 lebten durchschnittlich 643 Menschen in jedem der nun 68 Mahalle, 7.939 Einw. im bevölkerungsreichsten (İrfanlı).

## Sport

Logo von Ofspor

Die Stadt und der Landkreis Of haben mit dem Fußballverein Ofspor seit den 1990er Jahren eine Fußballmannschaft, die die Region überwiegend in der dritthöchsten türkischen Spielklasse, der heutigen TFF 2. Lig, vertrat.

## Persönlichkeiten
- Çakıroğlu İsmail Ağa (1787–1839), osmanischer Derebey
- Mahmut Ustaosmanoğlu (1929/1931–2022), religiöser Führer der İsmail-Ağa-Gemeinde
- Hikmet Sami Türk (* 1935), Rechtswissenschaftler, Politiker, Justizminister
- Erdoğan Bayraktar (* 1948), türkischer Politiker
- Ali Ağaoğlu (* 1954), türkischer Bauunternehmer
- Haluk Ulusoy (* 1958), türkischer Fußballverbandspräsident
- Mustafa Varank (* 1976), Politiker
- Mehmet Yılmaz (* 1979), türkischer Fußballnationalspieler
- Faruk Atalay (* 1981), türkischer Fußballspieler
- Mehmet Ayaz (* 1982), türkischer Fußballspieler
- Yusuf Kurtuluş (* 1986), türkischer Fußballspieler
- Mücahit Atalay (* 1991), Fußballspieler
- Burak Ayaz (* 1993), türkischer Fußballspieler